# Zaur Uguyev
Zaur (Zavur) Uguyev (en russe : Заур Ризванович Угуев, né le 27 mars 1995 à Khassaviourt) est un lutteur russe d'origine daghestanaise, spécialiste de lutte libre.
Il remporte deux médailles lors des championnats d'Europe dans la catégorie des 57 kg, l'une en bronze en 2017 à Novi Sad et l'autre en argent en 2018 à Kaspiisk.
Il est médaillé de bronze des moins de 57 kg aux Jeux européens de 2019 à Minsk. Aux Jeux olympiques de 2020, il remporte la médaille d'or.
Il se qualifie pour les Jeux olympiques de 2024 en intégrant le top 5 lors des championnats du monde de 2023 à Belgrade, en Serbie.